# トポス (小説)
トポスとは、元々はギリシャ語で場所を意味する。
日本で小説を論じる文脈でこの語が使われる場合、歴史や神話が畳み込まれ、特別な意味を持ち、物語を発生させる場所という意味になる。
例えば、大江健三郎の「四国の谷間の森」や中上健次の「紀州」「熊野」がそれである。